# テレビをほめるYESTV
『テレビをほめるYESTV』は、2012年11月26日からスマートフォン向け放送局NOTTVでスタートした数少ない社会派バラエティー番組。

## 概要
NOTTVだからできる！各局のテレビ番組をほめる番組。水道橋博士、土屋敏男、倉本美津留、清水ミチコがそれぞれのオススメのテレビ番組を持ち込みその番組について熱く語る。今の時代だからこそ、テレビ番組そのものをほめるNOTTVらしい番組。NOTTVのバラエティー番組#エンダンに土屋敏男が生出演した際に持参した企画書が実現する形で番組がスタートした。

## これまでの放送内容
1. 2012年11月26日（月）
  - サブタイトル - Tプロデューサーは電波少年の時代に有吉の才能に気づいていたか？
  - 出演者 - 水道橋博士、土屋敏男、倉本美津留、安藤美冬（進行）
  - ほめラインアップ
    - 土屋敏男「探険バクモン拡大スペシャル いじめ×爆笑問題」NHK総合
    - 倉本美津留「オデッサの階段」フジテレビ
    - 水道橋博士「ニッポン・ダンディ」東京MX
2. 2012年12月10日（月）
  - 出演者 - 水道橋博士、土屋敏男、倉本美津留、安藤美冬（進行）
3. 2012年12月24日（月）
  - 出演者 - 水道橋博士、土屋敏男、倉本美津留、安藤美冬（進行）
4. 2013年1月15日（火）
  - 是枝監督がドラマ『ゴーイング マイ ホーム』で描きたかったもの
  - 出演者 - 是枝裕和、水道橋博士、土屋敏男、倉本美津留、安藤美冬（進行）
5. 2013年1月28日（月）
  - 出演者 - 水道橋博士、土屋敏男、倉本美津留、安藤美冬（進行）
6. 2013年2月11日（月）
  - サブタイトル - 『NHK×日テレ 60番勝負』をほめるSP
  - 出演者 - NHK×日テレ60番勝負スタッフ、水道橋博士、土屋敏男、倉本美津留、安藤美冬（進行）
7. 2013年2月25日（月）
  - サブタイトル - 博士、土屋、倉本が語るテレビ的であるということの逆説
  - 出演者 - 水道橋博士、土屋敏男、倉本美津留、安藤美冬（進行）
  - ほめラインアップ
    - 水道橋博士「あさイチ」NHK総合
    - 土屋敏男「ゴロウ・デラックス」TBS
    - 倉本美津留
      - 「プレゼンが世界を変える〜TED人の心を動かす技」NHK Eテレ
      - 「スーパープレゼンテーション」NHK Eテレ
8. 2013年3月11日（月）
  - サブタイトル
    - 水道橋博士が頭頂部を剃ったライブの真相
    - テレビの型にハマらない奴が見たい 会田誠展は松本人志的である

  - 出演者 - 水道橋博士、土屋敏男、倉本美津留、安藤美冬（進行）
  - ほめラインアップ
    - 水道橋博士「アーホ!」フジテレビ
    - 土屋敏男「日本一テレビ内全日本歌唱力選手権 日テレ
    - 倉本美津留「一生考えない事を30分だけ考えるTV」日テレ
9. 2013年3月22日（月）
  - サブタイトル - お蔵入りした現状打破TVをほめる テレビが担っていたセーフティーネットの役割
  - 出演者 - 水道橋博士、土屋敏男、倉本美津留、安藤美冬（進行）
  - ほめラインアップ
    - 水道橋博士
      - 「森田一義アワー 笑っていいとも!増刊号」内企画「風のうわさで聞きました」フジテレビ
      - 「放送記念日特集「テレビ〜60年目の問いかけ〜」」NHK総合
      - 「オトナの!」TBS

    - 土屋敏男「現状打破テレビ」テレビ東京
    - 倉本美津留「テクネ 映像の教室」NHK Eテレ
10. 2014年4月8日（月）
  - サブタイトル
    - 視聴率ゼロを出しても続く番組の秘密
    - 坂口恭平は談志の生まれ変わり？水道橋博士が熱弁

  - 出演者 - 角田陽一郎、水道橋博士、土屋敏男、倉本美津留、安藤美冬（進行）
11. 2014年4月22日（月）
  - サブタイトル - SMAP×SMAP5人旅SPはガチか否か！？水道橋博士が見た80年代新日本プロス感
  - 出演者 - 水道橋博士、土屋敏男、倉本美津留、安藤美冬（進行）
  - ほめラインアップ
    - 土屋敏男
      - 「ガイアの夜明け東京R不動産」テレビ東京
      - 「第2回 将棋電王戦」がテレビCMを打ったことについてニコニコ動画

    - 倉本美津留「有吉のバカだけど…ニュースはじめました」テレビ東京
12. 2014年5月13日（月）
  - サブタイトル - キングコング西野 騒動の裏に水道橋博士の影あり
  - 出演者 - 西野亮廣、水道橋博士、土屋敏男、倉本美津留、安藤美冬（進行）
13. 2014年5月27日（月）
  - サブタイトル
    - キングコング西野が語る「はねトび」でとんでもないスターになれると思っていた
    - 浦沢直樹がゴロウ・デラックスで見せたかった漫画家の姿

  - 出演者 - 西野亮廣、水道橋博士、土屋敏男、倉本美津留、安藤美冬（進行）
14. 2014年6月10日（月）
  - サブタイトル
    - 久保ヒャダのヒャダインのトーク力
    - 田原総一朗がいなかったら現在の水道橋博士と土屋敏男はいない

  - 出演者 - 水道橋博士、土屋敏男、倉本美津留、安藤美冬（進行）
15. 2014年6月24日（月）
  - サブタイトル
    - 田原総一朗「ホリエモン、仮出所直後に電話をくれた。」
    - 「橋下さんバラエティーに戻った方がいいんじゃない？」

  - 出演者 - 田原総一朗、水道橋博士、土屋敏男、倉本美津留、安藤美冬（進行）
16. 2014年7月8日（月）
  - サブタイトル - 水道橋博士が探る ゴッドタン キス我慢選手権 THE MOVIEの裏側
  - 出演者 - 佐久間宣行、水道橋博士、土屋敏男、倉本美津留、安藤美冬（進行）
17. 2014年7月22日（月）
  - サブタイトル - 元NHKアナ堀潤が語るNHK就職最終面接と池上彰ショック
  - 出演者 - 堀潤、水道橋博士、土屋敏男、倉本美津留、安藤美冬（進行）